# 尤穆爾塔勒克

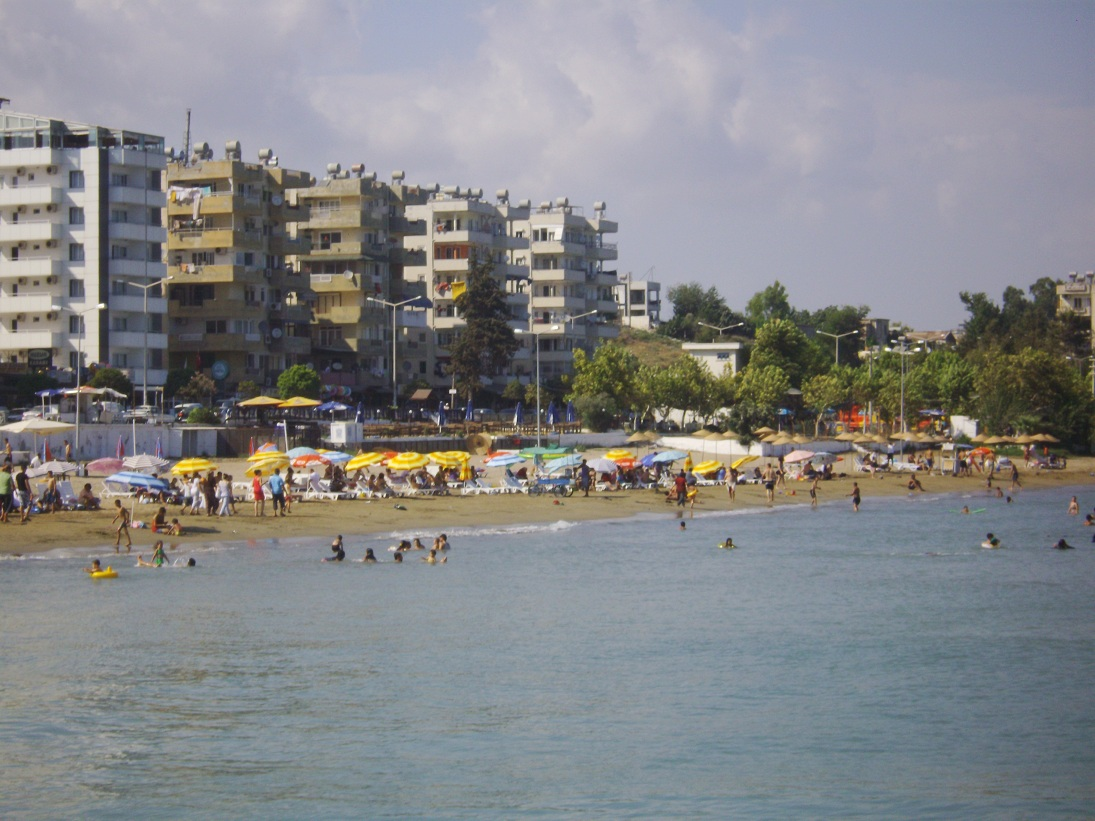
尤穆爾塔勒克的海灘

尤穆爾塔勒克是土耳其的城市，位於該國南部伊斯肯德倫灣沿岸，距離首府阿達納40公里，由阿達納省負責管轄，海拔高度120米，2009年人口5,220。

## 外部連結
- District governor's official website （页面存档备份，存于） （土耳其文）
- Adana Yumurtalık Free Zone
- Yumurtalık Photographs （页面存档备份，存于）